# Jean-Paul Gusching

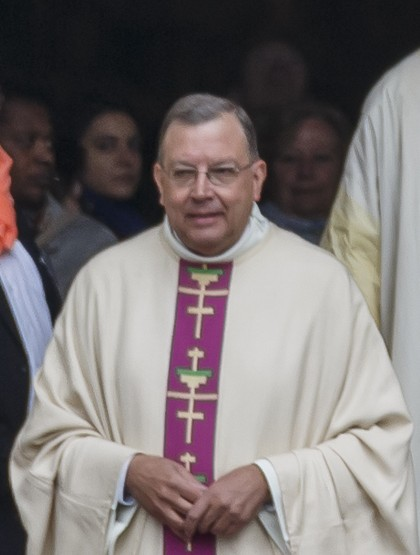
Jean-Paul Gusching im April 2014

Bischofswappen

Jean-Paul Gusching (* 25. Juni 1955 in Neuville-Coppegueule, Département Somme, Frankreich) ist ein französischer Geistlicher und römisch-katholischer Bischof von Verdun.

## Leben
Jean-Paul Gusching empfing am 19. Juni 1983 die Priesterweihe für das Bistum Amiens. Seit 2004 war er Generalvikar des Bistums Amiens.
Papst Franziskus ernannte ihn am 3. Juli 2014 zum Bischof von Verdun. Die Bischofsweihe spendete ihm der Erzbischof von Besançon, Jean-Luc Bouilleret, am 21. September desselben Jahres. Mitkonsekratoren waren sein Vorgänger als Bischof von Verdun, François Maupu, und der Bischof von Amiens, Olivier Leborgne.